# Lipinia quadrivittata
Lipinia quadrivittata — вид сцинкоподібних ящірок родини сцинкових (Scincidae). Мешкає на Філіппінах.

## Поширення і екологія
Lipinia quadrivittata мешкають на півдні Філіппінського архіпелагу, зокрема на Мінданао, Вісайських островах та на Палавані, а також були зафіксовані на індонезійському острові Сулавесі та на півдні Таїланду. Вони живуть у вологих рівнинних і заболочених тропічних лісах, трапляються на плантаціях. Зустрічаються на висоті до 800 м над рівнем моря.